# تحریم اقتصادی

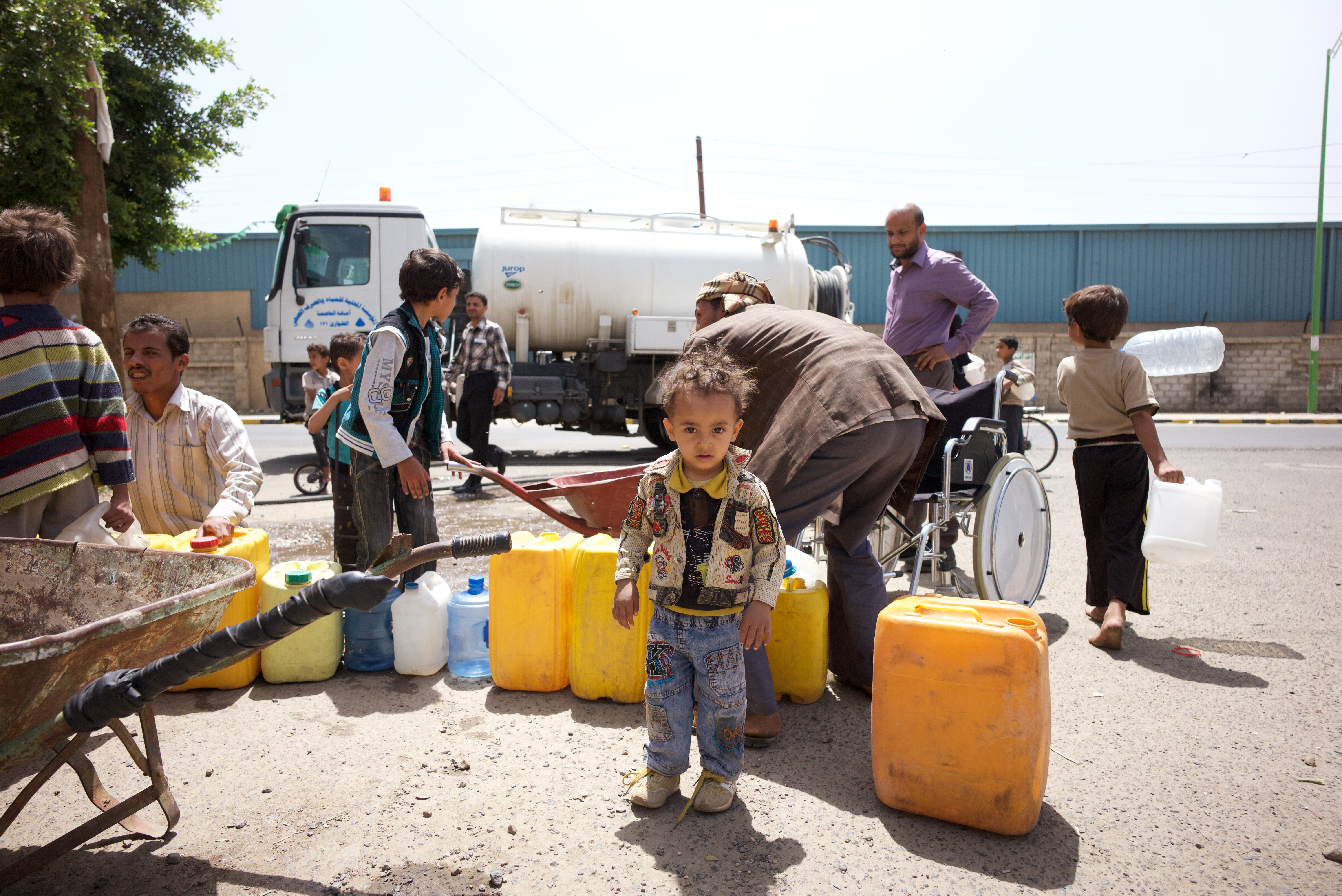
تحریم اقتصادی

تحریم اقتصادی فعالیتی یا عملی است که به وسیله یک یا چند بازیگر بین‌المللی (مجری تحریم)، علیه یک یا چند کشور دیگر (هدف تحریم)، به منظور مجازات این کشورها، بااهداف محروم ساختن آنها از انجام برخی مبادلات یا وادار ساختن آنها به پذیرش هنجارهایی معین و مهم (از دید مجریان تحریم)، اعمال می‌شود. در اینجا منظور از «مجری تحریم» کشوری (یا گروهی بین‌المللی) است که نویسندهٔ یا منتشر کننده سناریوی تحریم باشد، هرچند ممکن است در اعمال محاصره بیش از یک کشور شرکت داشته باشد، و منظور از «هدف» کشور یا کشورهایی است که هدف اصلی تحریم واقع می‌شوند. تحریم‌های اقتصادی می‌تواند شامل اشکال مختلف موانع تجاری، تعرفه‌ها، محدودیت در معامله باشد.
درحالیکه پیشینه تاریخی اعمال تحریم علیه کشورها را می‌توان در قبل از تأسیس سازمان ملل متحد جستجو کرد، ولیکن استفاده از این ابزار غیرقهری به عنوان یکی از تمهیدات فصل هفتم منشور سازمان ملل متحد برای حفظ صلح و امنیت بین‌المللی از ویژگی‌های نظام امنیت دسته جمعی ملل متحد است. هدف ماده ۴۱ منشور از اتخاذ اقدامات غیر قهری، اعمال فشار بر دولت ناقض صلح و امنیت بین‌المللی برای تغییر رفتار، کاهش توانایی نظامی، سیاسی، اقتصادی، محدودکردن ارتباطات بین‌المللی و انزوای آن می‌باشد. سازمان ملل متحد در طول حیات نزدیک به ۷۵ سال خود، تا قبل از پایان جنگ سرد فقط علیه رودزیای جنوبی در ۱۹۶۶و آفریقای جنوبی در ۱۹۷۷ اعمال تحریم کرد؛ ولیکن در دهه نود و پس از آن بارها و بارها شورای امنیت علیه دولت‌ها با صدور قطعنامه با اشکال و در قالب‌های مختلف به این ابزار متوسل شده‌است. سازمان‌های منطقه ای نیز در این زمینه از ملل متحد اقتباس کرده‌اند. همچنین تحریم‌های یکجانبه عمدتاً از طرف ایالات متحده آمریکا به ابزاری برای سیاست خارجی آن دولت بدل شده‌است.

## مسایل سیاسی تحریم
تحریم‌های اقتصادی از سوی بسیاری از حکومت‌ها به عنوان یک ابزار سیاست خارجی مورد استفاده قرار می‌گیرند. معمولاً تحریم‌های اقتصادی از سوی یک کشور بزرگتر بر یک کشور کوچکتر به یکی از این دو علت وضع می‌شود: یا دومی تهدیدی نسبت به امنیت اولی محسوب می‌شود یا آن کشور با شهروندانش به انصاف رفتار نمی‌کند. تحریم‌ها ممکن است به عنوان تدبیری جبرآمیز برای دستیابی به اهداف سیاستی مشخصی در رابطه با تجارت یا نقض حقوق بشر مورد استفاده قرار گیرند. تحریم‌های اقتصادی به عنوان جایگزینی برای جنگ برای دستیابی به نتایج مطلوب مورد استفاده قرار می‌گیرند.

### اثربخشی تحریم‌های اقتصادی
Hufbauer, Schott, and Elliot (2008) استدلال می‌کنند که تغییر رژیم غالبترین هدف سیاست خارجی تحریم‌های اقتصادی است، که بیش از ۳۹ درصد موارد اعمال آنها را در بر می‌گیرد. هاوفباوئر و همکاران در مطالعه خود می‌نویسند که ۳۴ درصد از این موارد ناموفق بوده‌اند. وقتی رابرت پیپ مطالعه آنها را بررسی کرد، گفت که تنها پنج تا از به اصطلاح «موفقیت‌های» آنان قابل تأیید بود، که نرخ موفقیت را به ۴٪ کاهش می‌دهد. موفقیت تحریم‌ها به عنوان گونه ای از اندازه‌گیری اثربخشی همچنین از سوی دانشوران تحریم‌های اقتصادی مورد مطالعه قرار گرفته‌است. موفقیت یک قطعنامه-تحریم به‌طور خودکار به معنای اثربخشی آن نیست، مگر این که هدف بیان شده رژیم تحریم‌ها مشخصاً شناسایی شده و به آن دست یافته شده باشد.
بنا بر مطالعه ای از Neuenkirc aو eumeier (2015) تحریم‌های اقتصادی آمریکا و سازمان ملل اثر بسیار معنی داری بر اقتصاد کشور هدف از طریق کاستن از رشد جی دی پی به میزان بیش از ۲ درصد در سال داشت. این مطالعه همچنین نتیجه گرفت که اثرات منفی نوعاً بیش از ده سال باقی می‌مانند و منجر به یک کاهش کل ۲۵٫۵ درصدی در درآمد ملی می‌شوند.
بنا بر مطالعه ای دیگر از  Oryoie, A. R. (2024) تحریم ها اثری قابل توجه و منفی روی درآمد کلیه طبقات اقتصادی در ایران داشته اند. به خصوص گروه های پر درآمد، کاهش درآمدی بیشتری را نسبت به گروه های کم درآمد تجربه کرده اند.
اعمال تحریم بر کشور مخالف روی اقتصادی کشور تحریم کننده نیز تا حدی اثراتی دارد. اگر محدودیت‌های واردات اعمال شود، مصرف‌کنندگان در کشور تحریم کننده ممکن است گزینه‌های محدودی برای کالاها داشته باشند. اگر محدودیت‌های صادراتی اعمال شوند یا اگر تحریم‌ها شرکت‌ها در کشور تحریم کننده را از دادوستد با کشور هدف منع کنند، کشور تحریم کننده ممکن است بازارها و فرصت‌هایی برای سرمایه‌گذاری را به کشورهای رقیب واگذار کند. منتقدان تحریم از جمله مارک بوسویت حقوقدان بلژیکی استدلال می‌کنند که در حکومت‌های غیردمکراتیک، میزان اثر اینها بر پیشامدهای سیاسی محل بحث است، چرا که چنان حکومت‌هایی بنا بر تعریف خود به خواست مردمی پاسخ قوی ای نمی‌دهند.
جرمی گرینستاک دیپلمات بریتانیایی معتقد است تحریم‌ها محبوبند نه به دلیل اثرگذاری شان بلکه به این خاطر که «اگر می‌خواهید به یک حکومت فشار بیاورید بین سخن گفتن و اقدام نظامی چیز دیگری وجود ندارد».
ارتباط قوی ای بین اثربخشی تحریم‌ها و اندازه بازیگران دارای حق وتو در یک حکومت وجود دارد. بازیگران دارای حق وتو افراد یا بازیگران جمعی ای هستند که موافقتشان برای تغییر وضع موجود لازم است، مثلاً- طرفین در یک ائتلاف یا نظارت قوه مقننه بر قدرت رئیس جمهوری. وقتی تحریم‌ها بر یک کشور وضع می‌شوند، آن کشور می‌تواند با تنظیم سیاست اقتصادی خود اثر آنها را کم کند. اندازه بازیگران ذارای حق وتو تعیین می‌کند که حکومت چقدر در مواجهه با تلاش سیاست‌های موجود خود و نتیجتاً اثربخش تر کردن تحریم‌ها با دشواری مواجه است.

### انتقادات
از تحریم ها به دلایل بشردوستانه انتقاد شده، چرا که آنها بر اقتصاد یک کشور اثر منفی دارند و ممکن است بر شهروندان عادی هم آسیب وارد کنند. پکسن تایید می کند که تحریم ها می توانند حقوق بشر در کشور هدف را تضعیف کنند. برخی تحلیلگران سیاستگذاری بر این باورند که اعمال محدودیت ها بر تجارت تنها به مردم عادی و نه نخبگان حکومتی صدمه می زند،   و دیگران این کار را به جنگ   محاصره نظامی مانند کرده اند  . شورای امنیت سازمان ملل متحد عموماً از میانه دهه 1990 به خاطر اثرات و آسیب های منتسب به تحریم‌ها علیه عراق بر غیرنظامیان از اعمال تحریم های جامع احتراز کرده است.

## انواع تحریم
به‌طور کلی تحریم را از سه جنبه طبقه‌بندی می‌کنند:
- تقسیم‌بندی از لحاظ اندازه یا حدود تحریم
- تقسیم‌بندی از لحاظ تعداد کشورهای فرستنده
- تقسیم‌بندی از لحاظ اقتصادی یا غیراقتصادی

### انواع تحریم از لحاظ اندازه یا حدود تحریم
از لحاظ اندازه یا حدود تحریم، آن را به سه نوع تقسیم‌بندی می‌کنند:
- تحریم محدود: تحریم‌های مالی، صادراتی، فرهنگی و مسافرتی جزئی، در این طبقه جای دارد. مانند کاهش یا لغو مساعدت‌های مالی و اعمال محدودیت‌هایی بر فروش سلاح و برخی فناوری‌های حساس.
- تحریم میانه: تحریم‌های مالی و تجاری کلی‌تر و گسترده‌تر از حالت قبل را، میانه می‌نامند.
- تحریم جامع: تحریم‌های گسترده مالی و تجاری (مثلاً محاصره علیه عراق و صربستان)، بایکوت جامع است. اگر چه، گاهی ترکیبی از تحریم‌های میانه (مثل محدودیت‌های صادراتی آمریکا علیه شوروی سابق و اروپای شرقی در طول جنگ سرد) یک تحریم جامع است.

### انواع تحریم از لحاظ تعداد کشورهای فرستنده
از لحاظ تعداد کشورهای فرستنده، تحریم را به دو نوع تقسیم‌بندی می‌کنند:
- تحریم یک‌جانبه: تحریمی است که فقط از طرف یک کشور علیه کشور هدف وضع می‌گردد. از دیدگاه تاریخی، این نوع تحریم دارای پیشینه‌ای ضعیف در دستیابی به اهداف امنیت ملی و دیگر خواست‌های سیاست خارجی می‌باشد.
- تحریم چندجانبه: تحریمی که در اعمال آن بیش‌تر از یک کشور سهیم است. در مقایسه با تحریم یک‌جانبه، تحریم چندجانبه، بار مالی و تجاری شدیدی را به کشور هدف برای تغییر سیاست مورد اعتراض وارد می‌سازد. چراکه کشور هدف امکان یافتن جانشین برای کم‌کردن زیان اقتصادی را ندارد. همچنین بخش بزرگی از تولید ناخالص ملی این کشور به واسطهٔ نیاز به مراودات تجاری و سرمایه‌گذاری بین‌المللی تحت تأثیر تحریم واقع خواهد شد.

### انواع تحریم از لحاظ اقتصادی یا غیراقتصادی
- تحریم غیراقتصادی: این نوع تحریم بر مبنای بی‌توجهی به اعتبار و حق کشور هدف در صحنهٔ بین‌المللی می‌باشد.
- تحریم اقتصادی: هر قیدی که به وسیله کشور فرستنده بر تجارت و سرمایه‌گذاری بین‌المللی کشور هدف، در راستای وادار ساختن تغییر سیاستی وضع شود، تحریم اقتصادی نام دارد.